# Violets de NYU
Les Violets de New York University (en anglais : New York University Violets) est le nom donné aux équipes sportives de l'université de New York. Leurs couleurs sont le blanc et le violet qui d'ailleurs est déposé sous le nom de « Violet NYU » et leur mascotte est un lynx. Les Violets jouent dans la 3e division de la NCAA au sein de la University Athletic Association. L'université finance non seulement les équipes évoluant au sein de compétitions universitaires, mais également les équipes de sports de loisirs.

## Histoire

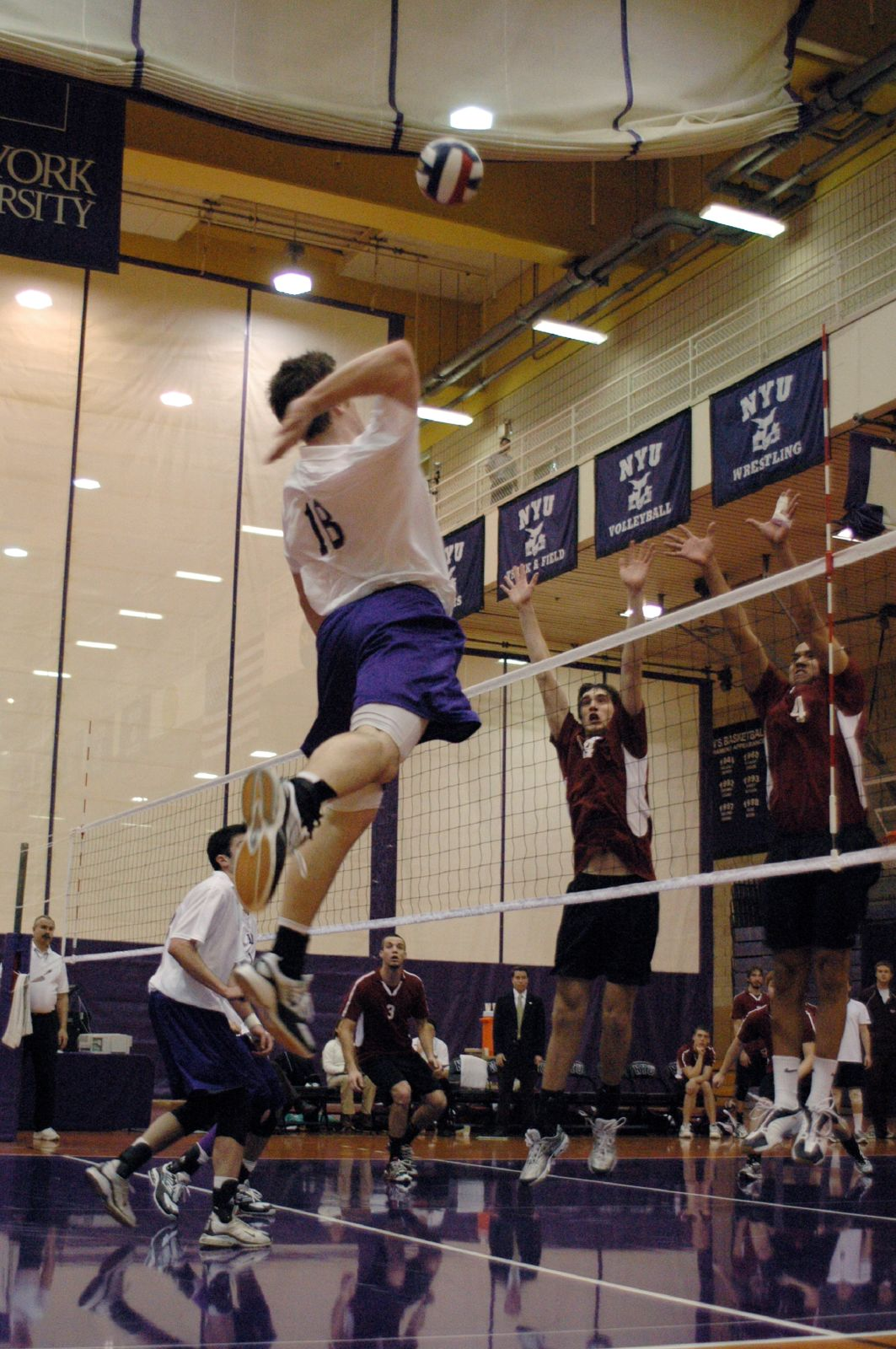
Le volley-ball et l'escrime sont les seuls sports dans lesquels la NYU évolue en première division.

Autrefois, l'université de New York évoluait en 1re division. Mais elle a quitté cette division en 1981 sur la demande du président de l'université, le Dr L. Jay Oliva. Les seules exceptions sont l'équipe masculine de volley-ball qui participe toujours à la première division de la Eastern Collegiate Volleyball Association et l'équipe d'escrime, en première division également, l'une des meilleures équipes américaines. La National Intercollegiate Women's Fencing Association (Association nationale interuniversitaire d'escrime féminine) a été fondée par des étudiants de première année de l'université, Julia Jones Pugliese et Dorothy Hafner.
Bien que le surnom des équipes de sport de l'université ait toujours été « les Violets », le besoin d'une mascotte s'est fait ressentir pour les compétitions. Dans les années 1980, le Département des sports commença à utiliser un lynx pour mascotte : Violet D. Bobcat. Ce choix provient de l'abréviation du catalogue informatisé de la bibliothèque Bobst : Bobcat (lynx en anglais).
Alors que l'université possède plusieurs joueurs au sein d'une équipe nationale de football américain, elle n'a pas eu d'équipe universitaire avant les années 1960. La vente du campus de University Heights en 1971, plusieurs autres tentatives de créer une équipe ont été entravées par le manque d'espace récréatif en centre-ville. De 1964 à 1966, l'Université de New York a décidé, avec Georgetown, de concourir pour la première fois dans une ligue différente de la 1re division. Cette démarche a porté ses fruits à Georgetown, mais pas à la NYU. Elle a connu le même destin après avoir organisé plusieurs rencontres avec Fordham, environ deux décennies plus tard. En 2003, plusieurs étudiants ont décidé de créer un club de football mais ont dû se battre pour trouver des fonds supplémentaires afin de faire face aux défraiements, de trouver des supporters et des participants sur lesquels compter pour les entraînements et les matchs.
Le sport interuniversitaire ne limite pas son intérêt aux seuls scores des matchs. En effet, en 1940, des footballeurs de la NYU et de l'Université du Missouri-Columbia ont conclu un accord avant le match pour exclure les joueurs afro-américains (à la demande de l'équipe du Missouri). Les protestations des étudiants après cet événement sont les premières manifestations à avoir été enregistrées pour ce type de pratique.
Lors de son bref passage en 3e division de la NCAA, elle a gagné un seul championnat national (et plusieurs championnats de ligue). Les basketteurs ont retrouvé le chemin du succès depuis leur retour dans la compétition interuniversitaire. En 1997, l'équipe féminine de basket-ball, menée par l'entraîneur Janice Quinn, a gagné un titre de champion contre l'Université du Wisconsin-Eau Claire et a atteint les quarts de finale en 2007. Menée par Joe Nesci, l'équipe masculine de basket a, quant à elle, rejoint la 3e division du championnat national en 1994. Ils ont par ailleurs remporté le championnat du tournoi ECAC en 2007.
Les équipes masculines et féminines de natation ont également obtenu de bons résultats ces dernières années. Elles ont en effet remporté le championnat de natation de la 3e division de la  Eastern College Athletic Conference en 2004 et 2005.
Les équipes de football s'entraînent au Riverbank State Park à Harlem. En 2003, l'équipe de football féminin a participé au top 16 de la 3e division de la NCAA. L'équipe masculine a pour sa part gagné le championnat de la ligue ECAC au cours de la saison 2005-2006. Cependant, la meilleure saison des footballeurs est probablement la saison 2006, car elle a battu plusieurs records dont le nombre de victoires et la plus longue période sans avoir concédé de but. De plus, elle s'est qualifiée pour le tournoi de la 3e division  NCAA pour la première fois en plus de 30 ans, atteignant pour la première fois les quarts de finale, avant de concéder la victoire à Messiah College.
Beaucoup d'étudiants participent également à des clubs de sports de crosse, de nautisme, de squash, de rugby, de badminton, de hockey sur glace, de baseball, de softball, d'équitation, d'arts martiaux, d'ultimate ou de triathlon.

## Équipements sportifs

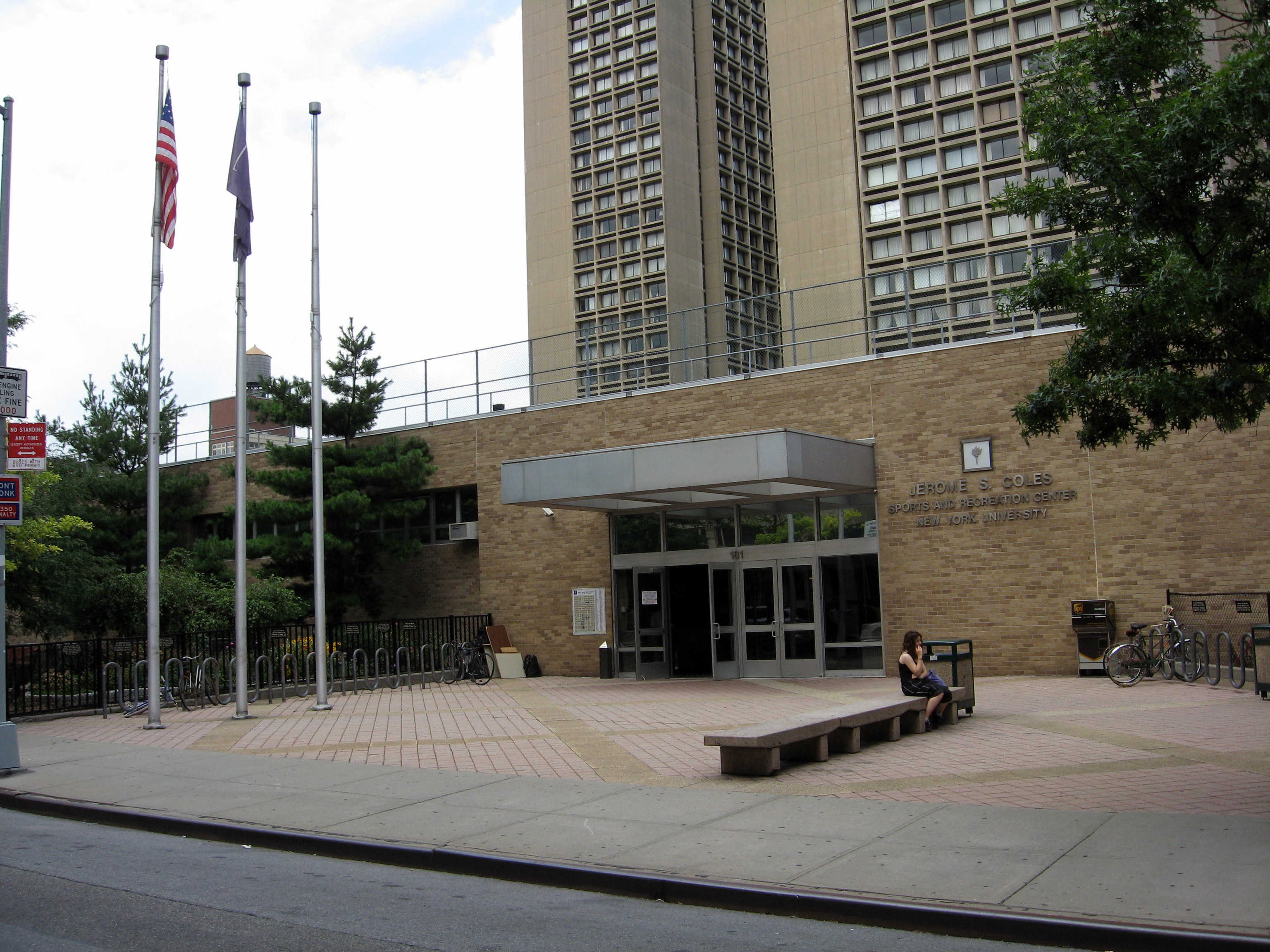
Le Coles Center

Le Coles Sports and Recreation Center héberge plusieurs équipes de sport interuniversitaire, dont le basket-ball, la lutte et le volley-ball. Le Coles est considéré comme le centre des activités sportives et de loisirs de l'université. Ce centre propose de nombreux équipements comme des salles de musculation, de courts de squash et de tennis, une piscine de 25 m, des terrains de basket et une piste de course.
Plusieurs équipes universitaires jouent parfois sur des terrains ou des équipements différents à travers Manhattan, en raison de la pénurie d'espace. Les équipes du football jouent leurs matchs à domicile au Van Cortlandt Park. L'équipe de golf ne possède pas de parcours à Manhattan, mais elle s'entraîne souvent au practice du complexe sportif de Chelsea Piers ainsi que dans d'autres country clubs qui sont liés à l'université de New York.
En 2002, l'Université de New York a inauguré le complexe sportif de Palladium. Les équipements de ce complexe incluent un mur d'escalade, une piscine, des terrains de basket-ball, une salle de musculation. Le Palladium, érigé sur l'emplacement de la célèbre boîte de nuit du même nom, héberge les équipes de natation, de plongée et de water polo.

## Rivalités
Avant que l'Université de New York ne soit opposée à l'Université Columbia pour des raisons historiques et géographiques, elle a longtemps rivalisé avec l'Université Rutgers. Sur le plan sportif, l'Université de Chicago semble être le plus grand adversaire au sein de la University Athletic Association.